# Чезате
Чезате (італ. Cesate) — муніципалітет в Італії, у регіоні Ломбардія, метрополійне місто Мілан.
Чезате розташоване на відстані близько 500 км на північний захід від Рима, 18 км на північний захід від Мілана.
Населення — 14 200 осіб (2014).

## Демографія
Населення за роками:

Станом на 1 січня 2023 року в муніципалітеті офіційно проживало 1195 іноземців з 57 країн, серед них 305 громадян країн Євросоюзу та 70 громадян України.

## Сусідні муніципалітети
- Каронно-Пертузелла
- Гарбаньяте-Міланезе
- Лімб'яте
- Сенаго
- Соларо